# 第722飛行隊 (デンマーク空軍)
第722飛行隊（だい722ひこうたい、丁: Eskadrille 722）は、デンマーク空軍カーロプ・ヘリコプター航空団隷下の捜索救難ヘリコプター部隊。カーロプ空軍基地に所在し、捜索救難ヘリコプターにEH101 Mk.512を運用する。また、オールボー空軍基地、スクリュズストロプ空軍基地、ロスキレ空港に分遣隊を派遣している。

## 概要
第722飛行隊は1951年2月8日に軽輸送飛行隊として編成後、空軍機の墜落事故が多発して多くの乗員が事故死したことに伴い、1956年に捜索救難飛行隊へ転換した。1957年にシコルスキーS-55救難ヘリコプター7機が配備されて捜索救難体制が整備されたほか、1962年にはデンマーク海軍のシュド・アビアシオンSA 316ヘリコプターが配備されたが、1977年の海軍ヘリコプター航空隊設立に伴い、移管された。
2010年には45年以上していたシコルスキーS-61Aヘリコプターの後継機として、アグスタウェストランドEH101 Mk.512捜索救難ヘリコプターが配備された。
第722飛行隊はユトランド半島中部のカーロプ空軍基地を拠点に、分遣隊を北部のオールボー空軍基地及び南部のスクリュズストロプ空軍基地、シェラン島東部のロスキレ空港に配備し、グリーンランドを除くデンマークのほぼ全域をカバーする体制をとっている。空軍機の墜落事故による乗員の捜索救難のほか、急患搬送、要人輸送、特殊部隊支援のための戦術飛行を任務としている。
EH101 Mk.512捜索救難ヘリコプターには5名の乗員と軍医1名が搭乗し、24時間態勢で日中は15分以内、夜間は30分以内の出動が可能となっており、乗員は72時間のローテーション勤務となっている。

## 歴代運用機

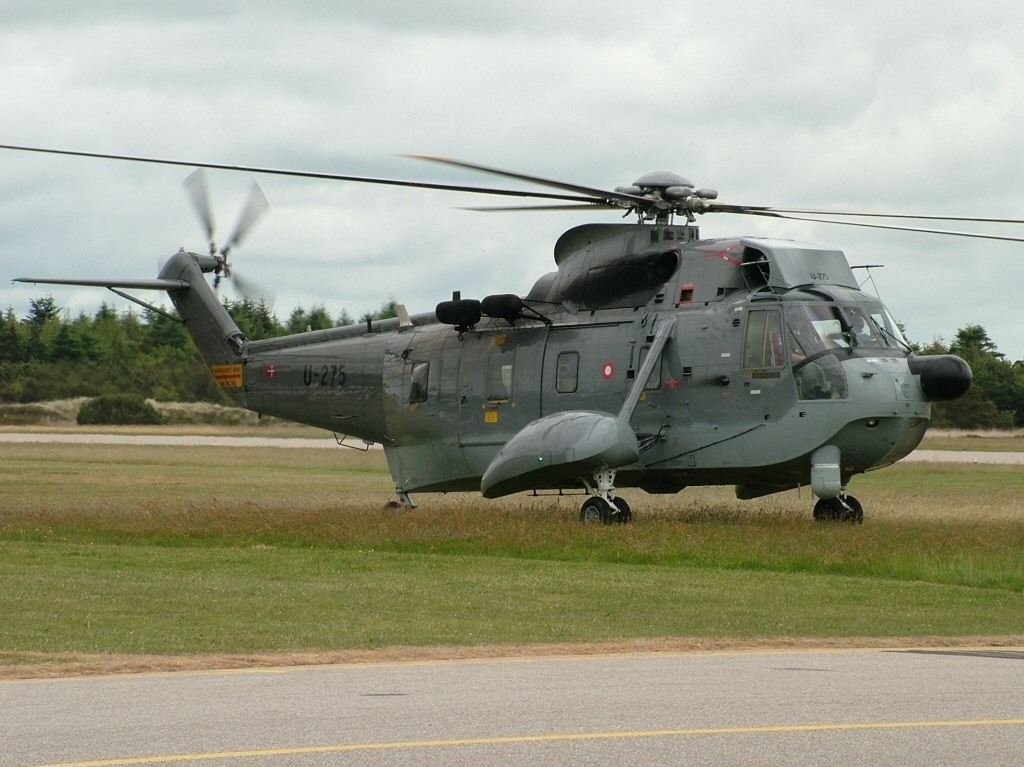
第722飛行隊で運用したS-61A

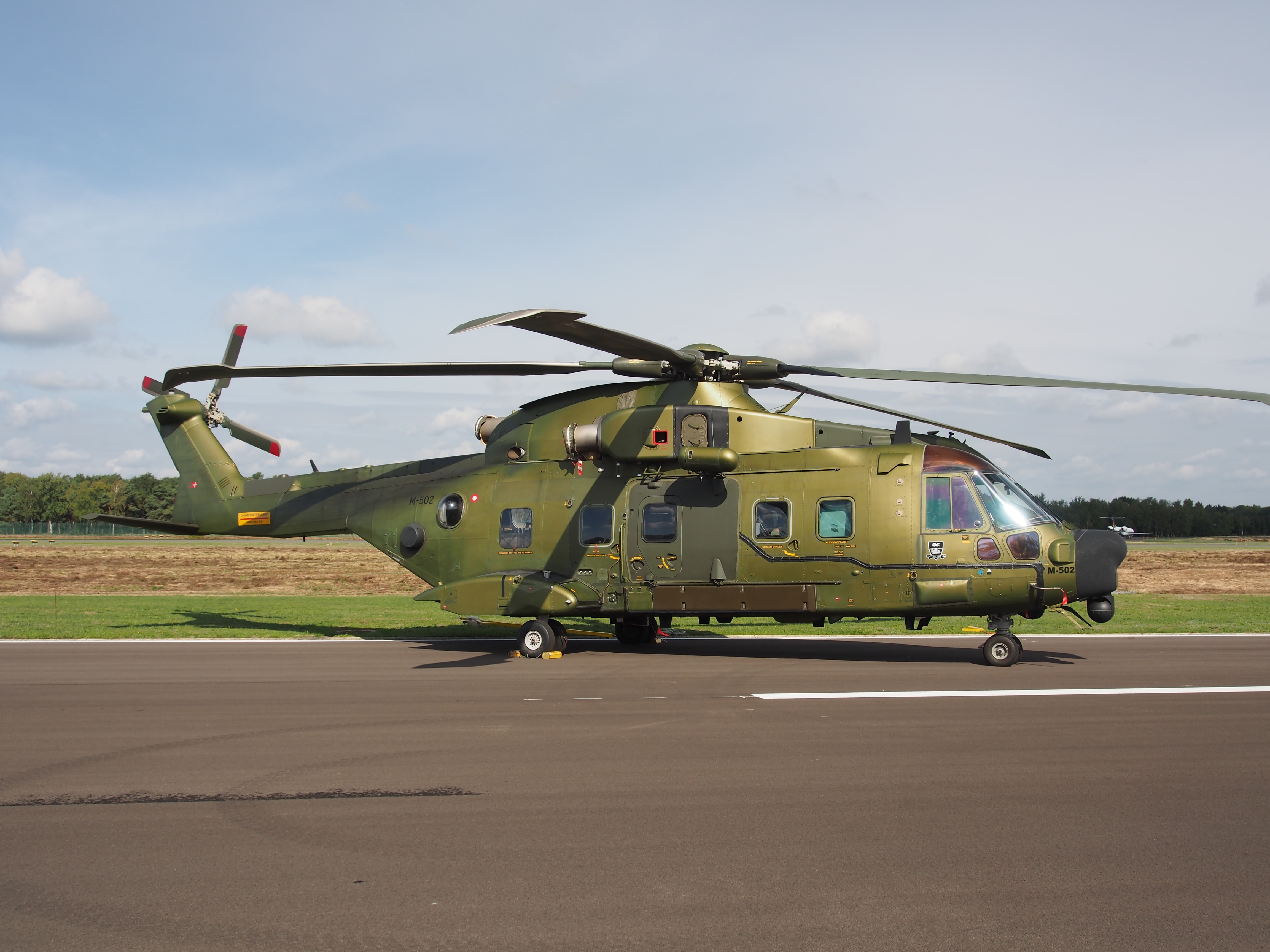
第722飛行隊で運用するEH101 Mk.512

- 哨戒機
  - PBY-5A
- 捜索救難ヘリコプター
  - S-55
  - SA 316
  - S-61A
  - EH101 Mk.512